# Jüdische Gemeinde Meckesheim
Die jüdische Gemeinde Meckesheim war die jüdische Gemeinde im ehemals kurpfälzischen Dorf Meckesheim. 

## Geschichte
Die Gemeinde entstand um das Jahr 1700, als mit Moses Marx der erste Jude von Dilsberg nach Meckesheim kam. Die Gemeinde wuchs zunächst stetig und umfasste 1744 drei und 1809 sieben jüdische Haushalte. Die höchste Anzahl jüdischer Einwohner erreichte Meckesheim im Jahre 1880 mit 66 Personen.
Ab 1827 gehörte die Gemeinde zum Bezirksrabbinat Heidelberg. Im Jahre 1830 wurde in der Leopoldstraße 23 eine Synagoge errichtet. Vorher hatte sich die Gemeinde in einem Betsaal in einem jüdischen Privathaus zum Gottesdienst getroffen. Die Gemeinde verfügte auch über eine Schule, eine Mikwe und einen Friedhof. Schon zu Beginn des 20. Jahrhunderts nahm die Anzahl jüdischer Mitbürger stetig ab, so dass 1900 noch 48 Juden in Meckesheim lebten, 1933 nur noch 17. Am 12. Oktober 1937 wurde, wegen der geringen Mitgliederzahl, die jüdische Gemeinde Meckesheim auf Beschluss des Badischen Staatsministeriums aufgelöst und die jüdischen Einwohner Meckesheims der jüdischen Gemeinde in Neidenstein zugeteilt. Die Synagoge wurde zum Ende des Jahres 1937 verkauft, weshalb das Gebäude die Novemberpogrome 1938 unzerstört überstand.

## Nationalsozialistische Verfolgung
Die letzten vier jüdischen Einwohner wurden im Oktober 1940 nach Gurs deportiert und kamen später in Konzentrationslagern ums Leben.  
Das Gedenkbuch des Bundesarchivs verzeichnet sieben in Meckesheim geborene jüdische Bürger, die dem Völkermord des nationalsozialistischen Regimes zum Opfer fielen.